# Majoria silenciosa
La majoria silenciosa és un terme utilitzat per referir-se a una gran majoria de gent sense especificar d'un país o grup que no expressa la seva opinió de forma pública. El terme fou popularitzat pel president estatunidenc Richard Nixon per reivindicar que tenia el suport de la gran massa del país que no participava activament en les protestes contra la seva política d'intervenció militar al Vietnam. El 3 de novembre de 1969 en un dels discursos presidencials més famosos de tots els temps, conegut per la historiografia americana com Nixon's 'Silent Majority' speech, va realitzar una intervenció política que assentaria les bases per permetre al detentor del poder atribuir-se el silenci d'una gran part dels ciutadans com una aprovació a la mateixa línia política.